# لوشين تراسكات
لوشن تراسكت (بالإنجليزية: Lucian Truscott)‏ (9 يناير 1895 – 12 سبتمبر 1965) قائد عسكري أمريكي، قاد الفرقة الثالثة مشاة في الحرب العالمية الثانية. كما قاد بعد ذلك الجيش الخامس، والجيش الخامس عشر في الجيش الأمريكي. ولد في تكساس عام 1895، وتطوع في الجيش الأمريكي في عام 1917. خاض عدة معارك في الحرب العالمية الأولى، وبعد نهاية الحرب كان برتبة نقيب. في الحرب العالمية الثانية، اشترك مع الجنرال جورج باتون في عدة معارك، كان أبرزها هجوم الجيش الثالث بقيادة الأخير على مناطق نفوذ النازية في شمال أفريقيا، فيما عُرف بعد ذلك بعملية الشعلة. بعد نهاية الحرب العالمية، استمر بعمله العسكري حتى تقاعد عام 1954 وكان برتبة جنرال (4 نجوم).